# Bonby
Bonby – wieś w Anglii, w hrabstwie ceremonialnym Lincolnshire, w dystrykcie (unitary authority) North Lincolnshire. Leży 43 km na północ od Lincoln i 236 km na północ od Londynu.